# Global Pride
Global Pride byla online událost LGBT+ hrdosti, která se konala 27. června 2020. Akce byla uspořádána v reakci na mezinárodní pandemii covidu-19, která si vynutila zrušení většiny tradičních akcí LGBT+ hrdosti kvůli uplatnění restriktivního sociálního odstupu na velkých veřejných shromážděních. Tato událost představovala živě streamované společenské a kulturní programy organizované různými LGBT komunitními organizacemi a pořadatelskými výbory festivalů a průvodů LGBT hrdosti po celém světě. Podle seznamu vedeného Evropskou asociací organizátorů pride (EPOA) bylo po celém světě zrušeno téměř 500 akcí hrdosti.

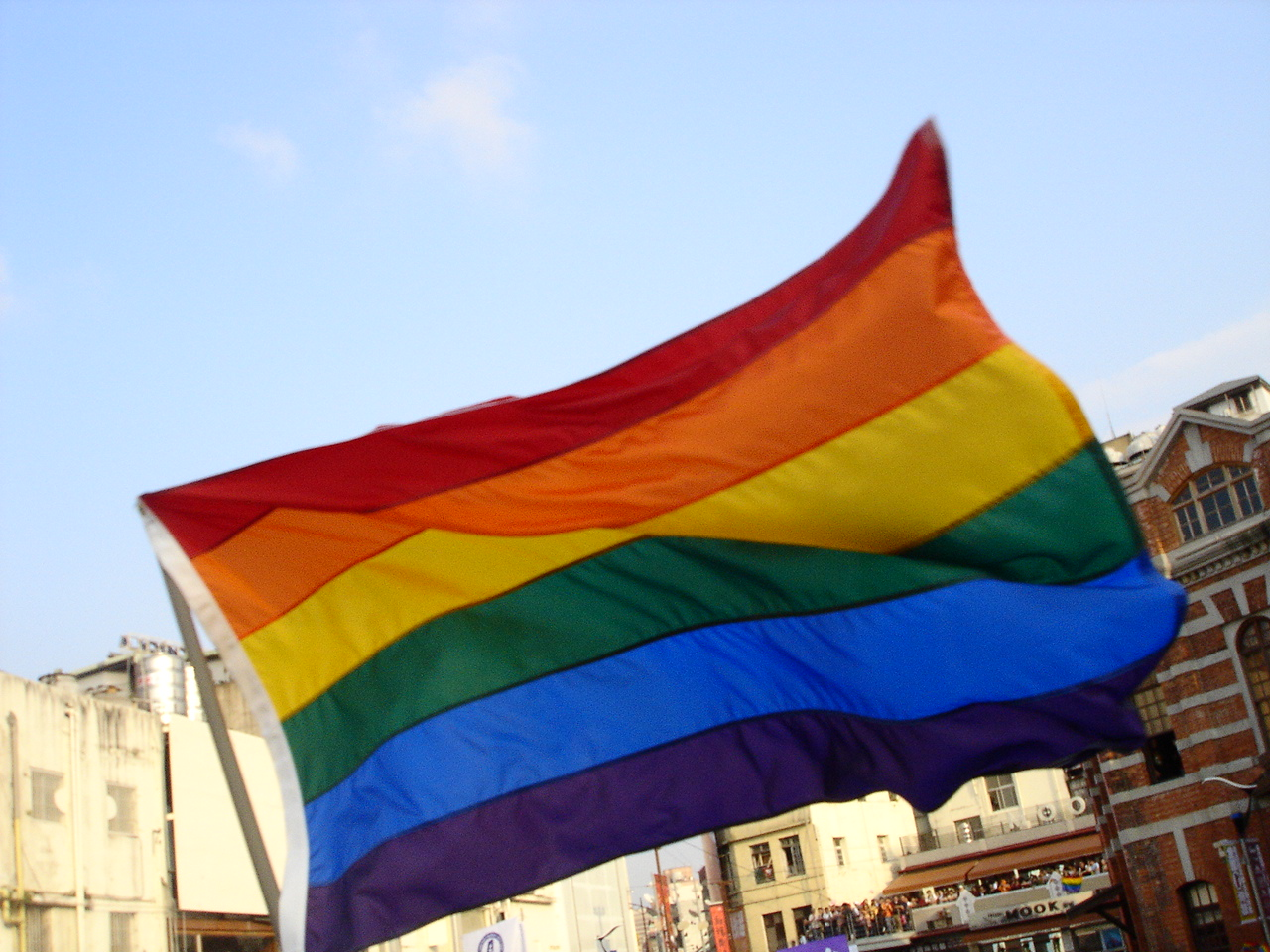
Vlajka LGBT komunity

Výkonný ředitel InterPride Andrew Baker uvedl: „Z hlediska digitalizace naše komunita již má nástroje, jak se angažovat v období izolace, jako je toto. Naše komunita zažívá příležitost, jak to udělat smysluplnějšími způsoby. Naše komunita také zažívá spoustu připomenutí, proč máme tyto dovednosti.“

## Účast
Akce v čele s InterPride a EPOA zahrnovala také účast CSD Deutschland, Fierté Canada Pride, Orgullo Latin America, Svenska Pride, Sydney Gay and Lesbian Mardi Gras, UK Pride Organizers Network a US Association of Prides, stejně jako jednotlivé pride akce, které jsou členy koordinačních organizací.
Mezi ohlášenými účinkujícími byli Pabllo Vittar, Ava Max, Olivia Newton-John, Deborah Cox, Kristine W, Thelma Houston, Bright Light Bright Light, Courtney Act, Steve Grand, Rachael Sage, Adam Lambert, Dixie Chicks, Greg Gould a Inaya Day. Byla také odvysílána videopocta zesnulému hudebníkovi Georgi Michaelovi coby významné postavě v LGBT+ historii.
Mezi řečníky patřili prezident Kostariky Carlos Alvarado Quesada, předsedkyně norské vlády Erna Solberg, předseda lucemburské vlády Xavier Bettel, skotská premiérka Nicola Sturgeon, Scarlet Skylar Rae či Manvendra Singh Gohil, princ a LGBT+ aktivista z Indie.

## Česká účast
Virtuálně se k akci připojil i český spolek Prague Pride pořádající stejnojmenný festival v Praze, a to vystoupením ředitelky Hany Kulhánkové. Svým projevem ji podpořil také pražský primátor Zdeněk Hřib.